# Synagoga w Pszczynie
Synagoga w Pszczynie – nieczynna synagoga znajdująca się w Pszczynie przy ulicy Bramkowej.

## Historia
Synagoga została zbudowana w 1835 na miejscu wcześniejszego domu modlitwy, założonego w 1765 przez Salomona Isaaca Plessnera. Uroczystego otwarcia dokonano 21 września 1835. Na początku II wojny światowej budynek został podpalony, jednak pożar szybko ugaszono, ze względu na możliwość jego rozprzestrzenienia się. W latach 1941–1942 synagoga została przebudowana na nowoczesne wówczas kino. Pierwotne otwory w ścianach zamurowano i wybito nowe, związane z nową funkcją obiektu. Wejście przeniesiono na ścianę wschodnią. Po zakończeniu wojny budynek nadal pełnił funkcje kina, które nosiło nazwę "Wenus".
Murowany budynek synagogi wzniesiono na planie prostokąta. Pierwotnie we wschodniej części znajdowała się główna sala modlitewna, którą otaczały z trzech stron galerie dla kobiet. Zaadaptowanie synagogi na salę kinową do tego stopnia zatarło jej architekturę, że nie przedstawia obecnie większej wartości oprócz pamiątkowej. Z dawnego wystroju zachowały się jedynie dwie głowice pilastrów na ścianie zachodniej. Od czerwca 2016 roku w budynku dawnej bóżnicy znajduje się służący celom rozrywkowym tzw. pokój zagadek (ang. escape room). 

## Galeria

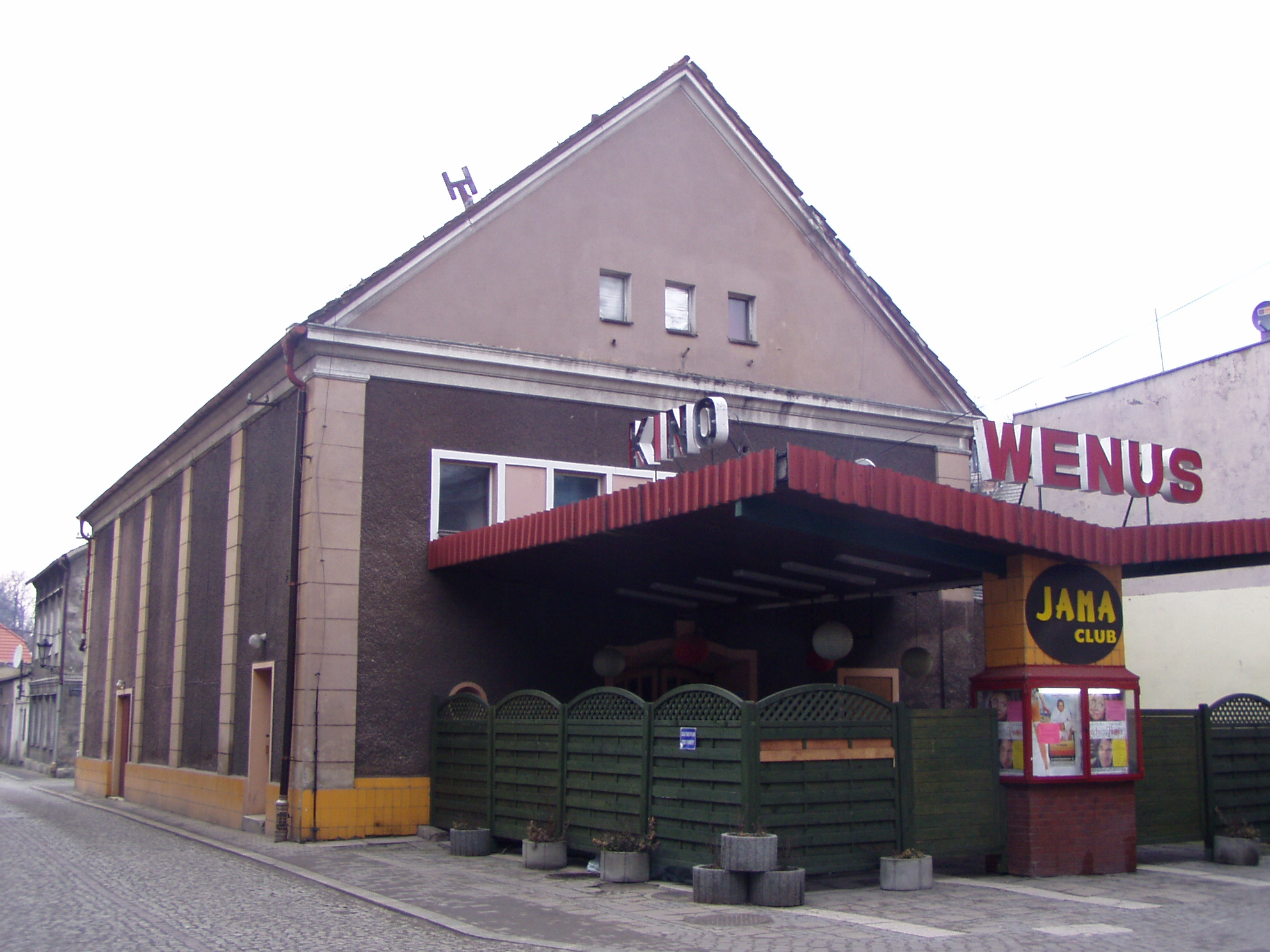
Synagoga
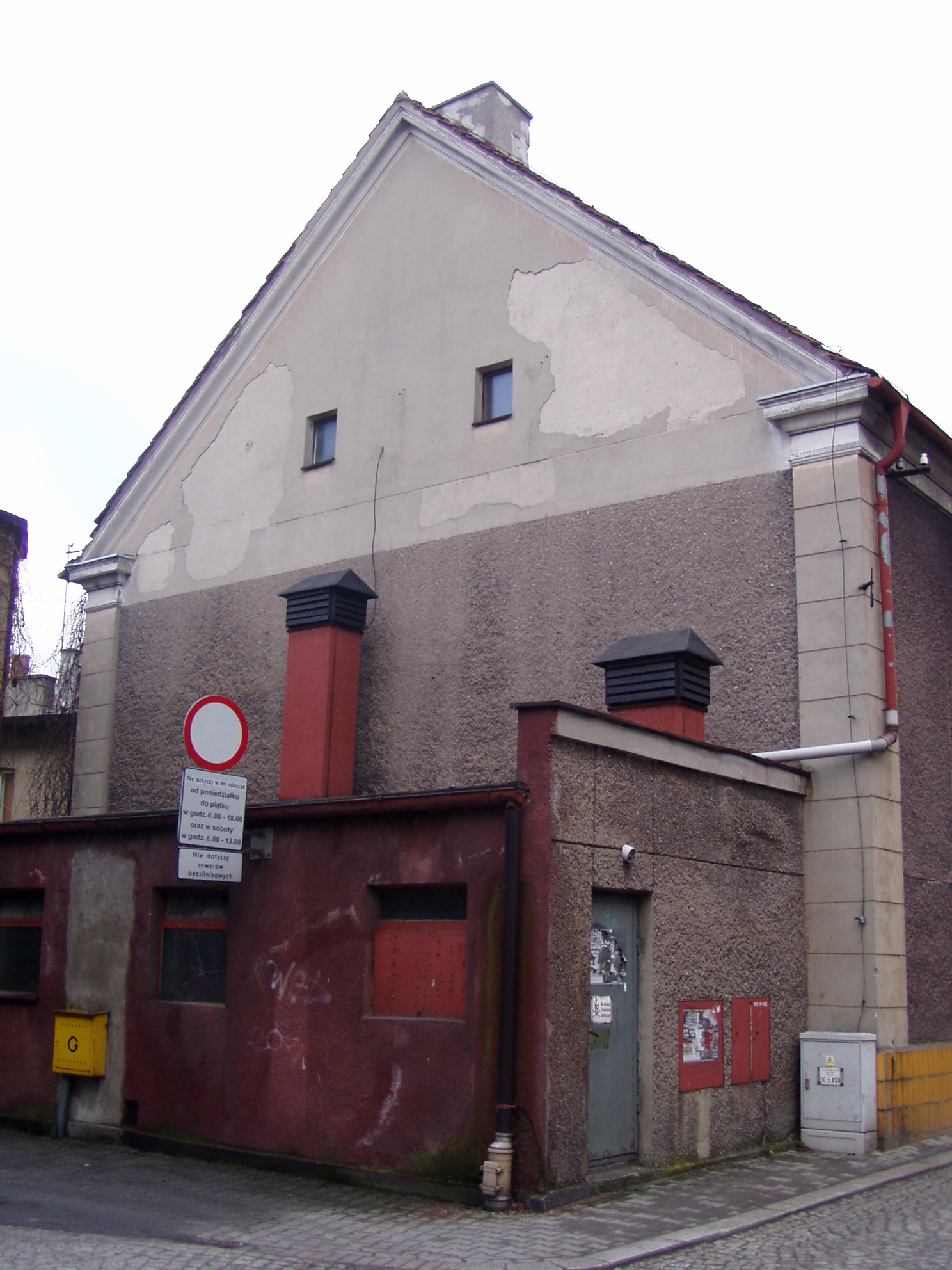
Ściana zachodnia
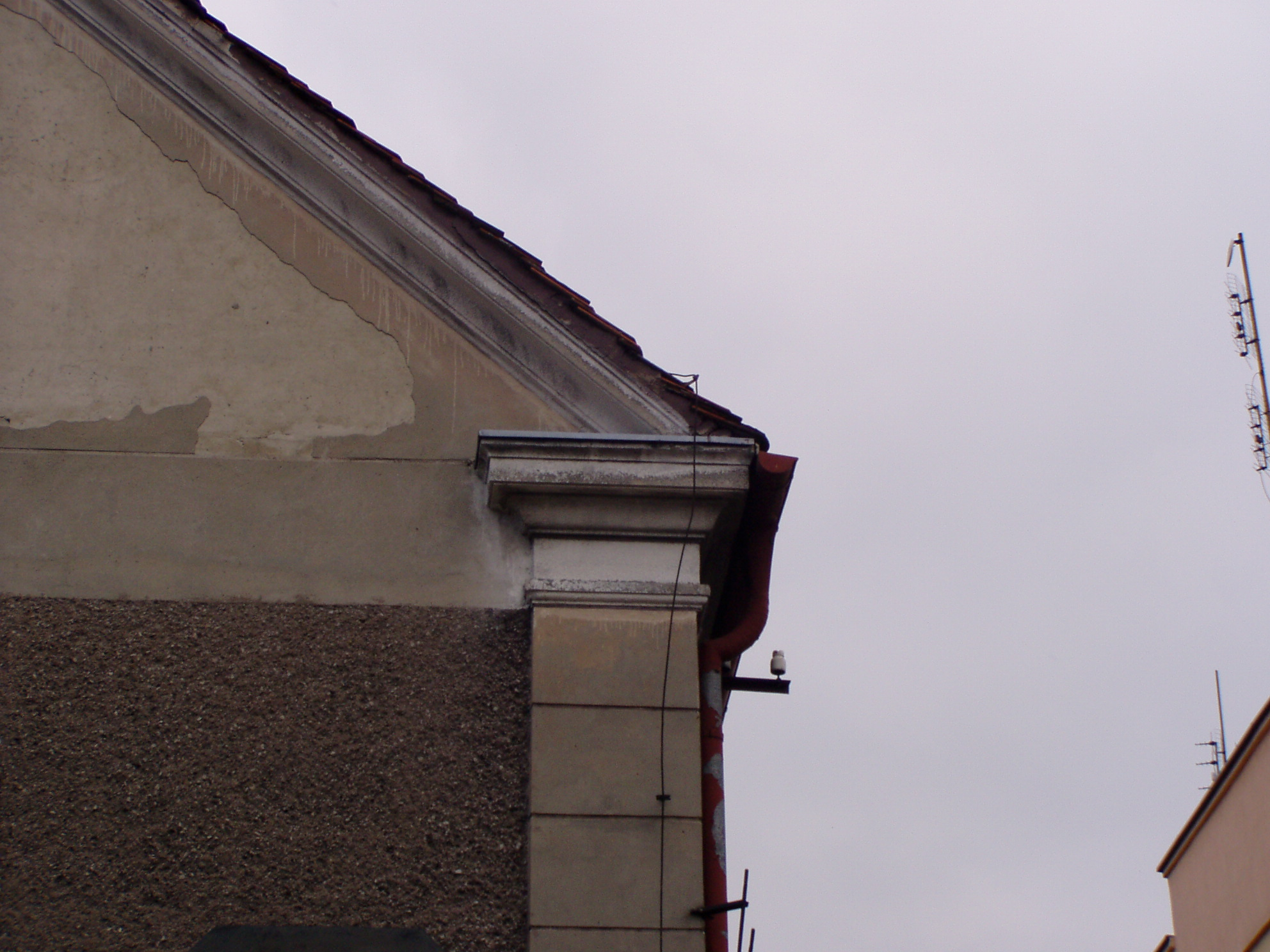
Zachowany kapitel
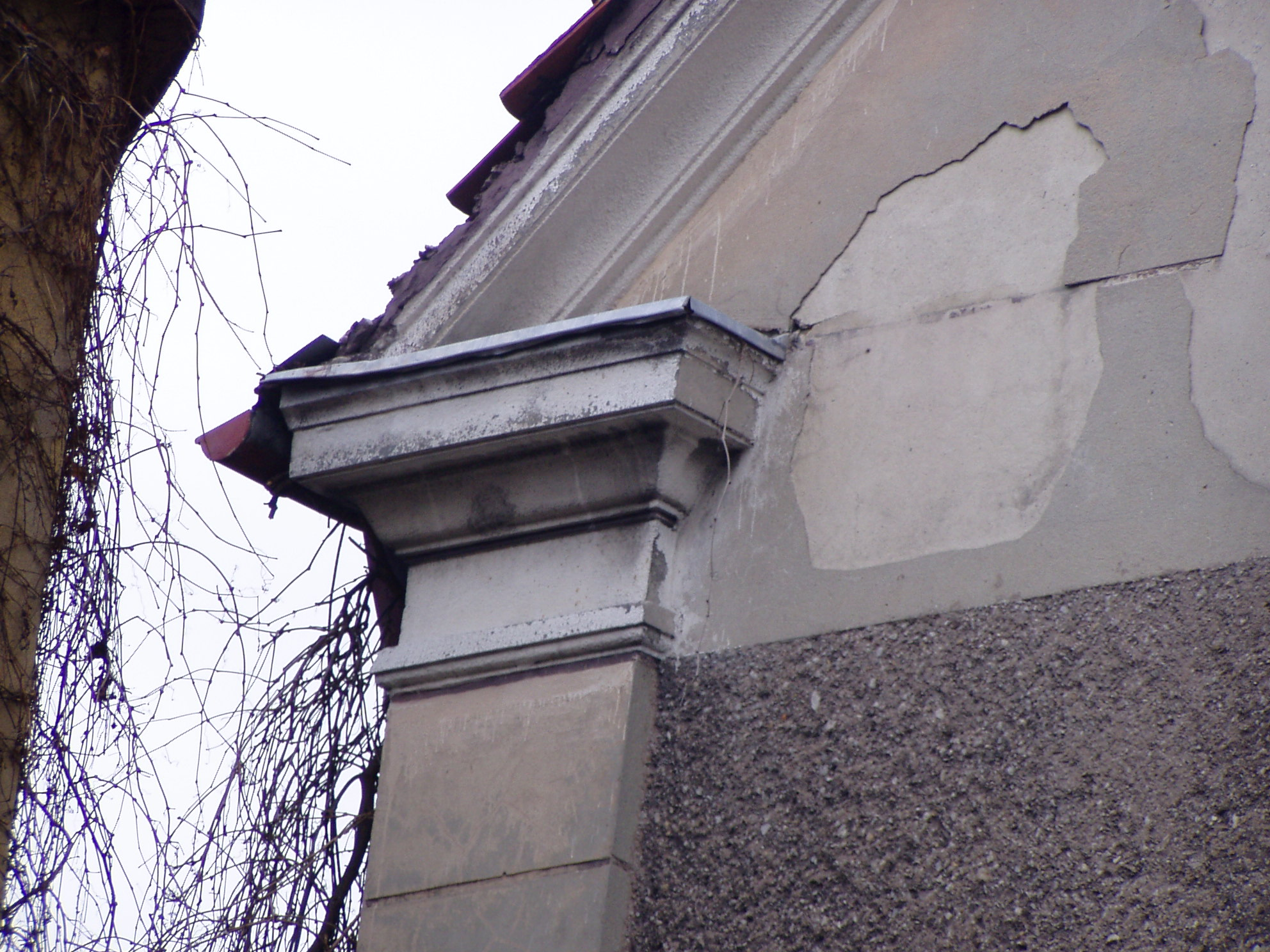
Zachowany kapitel